# Wilhelm Dörr (Politiker)
Wilhelm Ernst Dörr (* 24. Juni 1882 in Solingen; † 21. März 1954 in Überlingen) war ein deutscher Ingenieur, Luftschiffkonstrukteur und Politiker (DemP, FDP).

## Leben und Wirken
Wilhelm Dörr wurde als Sohn eines Geheimen Studienrates und Oberstudiendirektors geboren. Nach dem Besuch der Höheren Bürgerschule in Solingen und der Realschule in Frankfurt-Bockenheim ging er von 1897 bis 1898 auf Studienreise nach England. Im Anschluss besuchte er die Klinger-Oberrealschule in Frankfurt am Main, an der er 1900 das Abitur ablegte. Er absolvierte eine Schiffbaulehre bei der Vulcan-Werft in Stettin und leistete von 1901 bis 1902 Militärdienst beim Matrosen-Artillerie-Regiment der 1. Marine-Division. Danach studierte er Schiffbau an der Technischen Hochschule Berlin-Charlottenburg. Im Sommer 1909 bestand er das Examen als Diplom-Ingenieur und schließlich war er für ein Semester als Assistent bei Oswald Flamm am Lehrstuhl für Theorie und Entwerfen von Schiffen tätig.
Dörr arbeitete seit 1910 als Fabrikingenieur bei der DELAG und entwarf dort bis 1911 den Luftschiffhafen Potsdam. Seit November 1911 fungierte er als Luftschiffführer der LZ 10 „Schwaben“, bei deren Brand er im Juni 1912 in Düsseldorf verletzt wurde. Danach führte er vertretungsweise die LZ 11 „Viktoria Luise“, ehe er im August 1912 die Führung des Luftschiffes LZ 13 „Hansa“ übernahm. Nach dem Ausbruch des Ersten Weltkrieges leitete er ab 1914 den Ausbau des Potsdamer Luftschiffhafens zur Luftschiffwerft. 1915 wurde er von Ferdinand Graf von Zeppelin zum Direktor ernannt und mit dem Bau einer weiteren Luftschiffwerft in Berlin-Staaken betraut, die 1916 ihren Betrieb aufnahm. Während des Krieges wurden unter seiner Leitung 17 Zeppeline in Potsdam und 10 Zeppeline in Berlin-Staaken gebaut. Für seine Verdienste wurde er mit dem Eisernen Kreuz am weißen Bande, dem Oldenburgischen Friedrich-August-Kreuz und dem Schwedischen Wasa-Orden II. Klasse ausgezeichnet. Ab 1918 wirkte er gemeinsam mit Claude Dornier als Geschäftsführer der Zeppelin Werk Lindau GmbH. Als solcher war er an der Gestaltung der Dornier-Metallflugzeuge beteiligt.
Nach dem Kriegsende wurde der Luftschiffbau verboten und im Zuge des Versailler Friedensvertrages das Werk in Lindau geschlossen, woraufhin Dörr 1919 in die Verwaltung des Zeppelin-Konzerns nach Friedrichshafen wechselte. Er begleitete im Sommer 1920 den Generaldirektor des Zeppelinkonzerns Alfred Colsman in die Vereinigten Staaten, die er aus geschäftlichen Interessen von 1923 bis 1925 erneut bereiste. Im Anschluss wurde er als Patent-Ingenieur mit der Leitung des Patentbüros mit der Zuständigkeit für Auslandspatente und Auslandsbeziehungen betraut.
Dörr trat 1946 in die Demokratische Partei ein, aus der 1948 der Landesverband der FDP Südbaden hervorging. Von 1946 bis 1947 war er Mitglied der Beratenden Landesversammlung des Landes Baden.
Wilhelm Dörr starb 1954 im Alter von 71 Jahren. Er wurde auf dem städtischen Friedhof von Friedrichshafen beigesetzt.